# Collezione di Francesco Maria del Monte

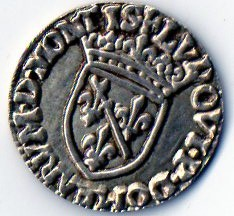
Stemma Bourbon del Monte su una moneta

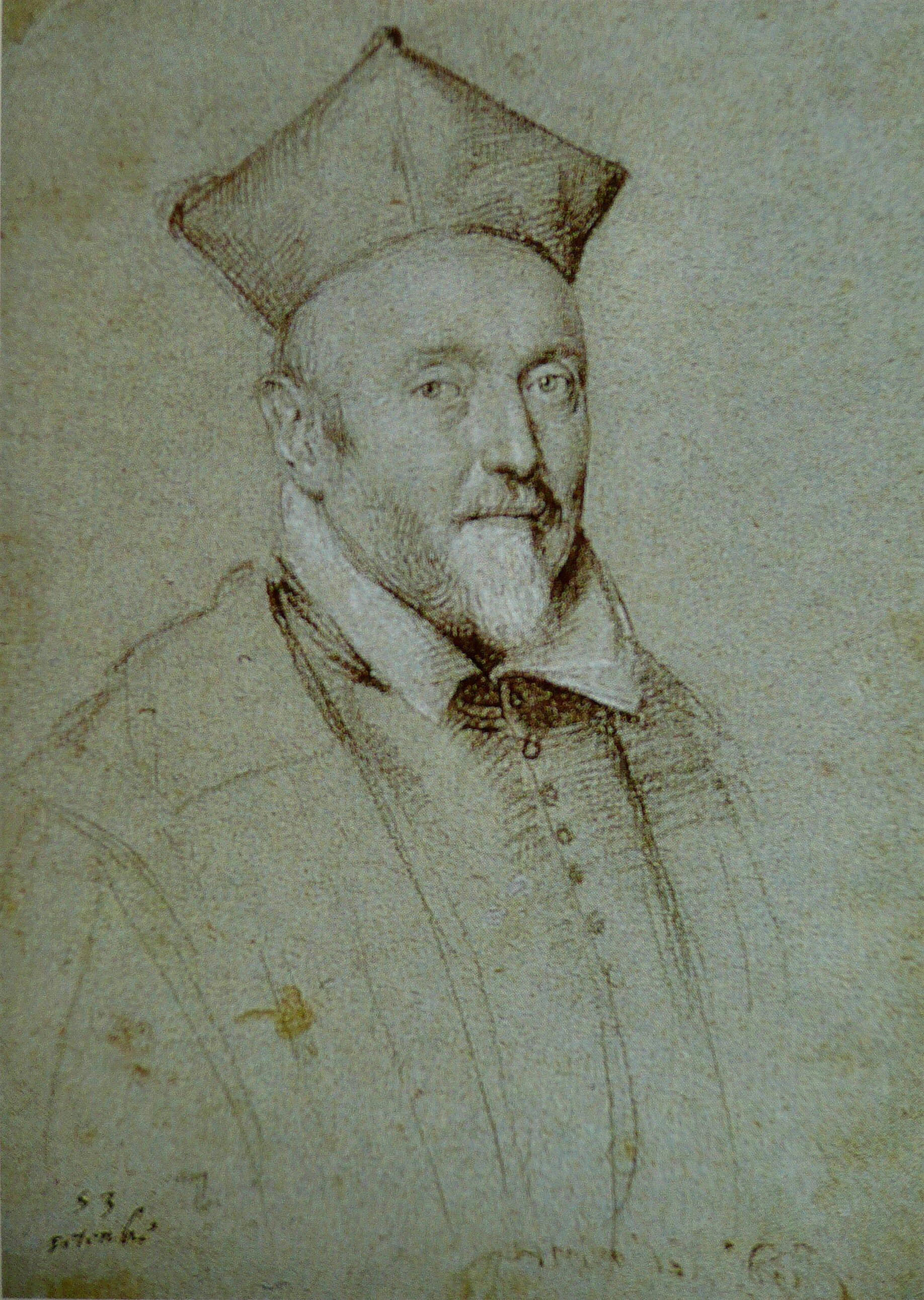
Ottavio Leoni, Ritratto di Francesco Maria del Monte

La collezione di Francesco Maria Bourbon del Monte Santa Maria (o più comunemente di Francesco Maria del Monte) è stata una collezione d'arte nata a Roma nel Seicento e appartenuta all'eponimo cardinale di origini toscane.
Si tratta di una delle più importanti raccolte d'arte a Roma dei primi decenni XVII secolo, testimone del passaggio stilistico che intercorre dal pontificato Aldobrandini a quello Borghese, nota in particolare per il cospicuo numero di opere del Caravaggio presenti in elenco, di cui il cardinal del Monte, avendone intuito il talento artistico, fu il primo protettore e committente.

## Storia

### I primi passi al servizio del cardinale Ferdinando de' Medici
Il cardinale Francesco Maria del Monte afferma la propria posizione sociale muovendosi tra i territori veneziani, urbinati e fiorentini. Il suo nome nelle élites culturale compare la prima volta nel 1587 quando figura nella cerchia dell'allora cardinale Ferdinando de' Medici. Proprio con la potente famiglia fiorentina il cardinale Francesco Maria, all'epoca abate, muove i primi passi in campo mecenatistico. Del Monte ricopre in quegli anni un ruolo politico cruciale per la corte medicea, spinto anche da motivazioni più allettanti poiché una volta rifiutato l'arcivescovato di Pesaro dal duca di Urbino Francesco Maria II della Rovere, presso cui era al servizio, potendosi dedicare pienamente agli interessi del cardinale de' Medici questi gli consentivano di poter restare di stanza a Roma.

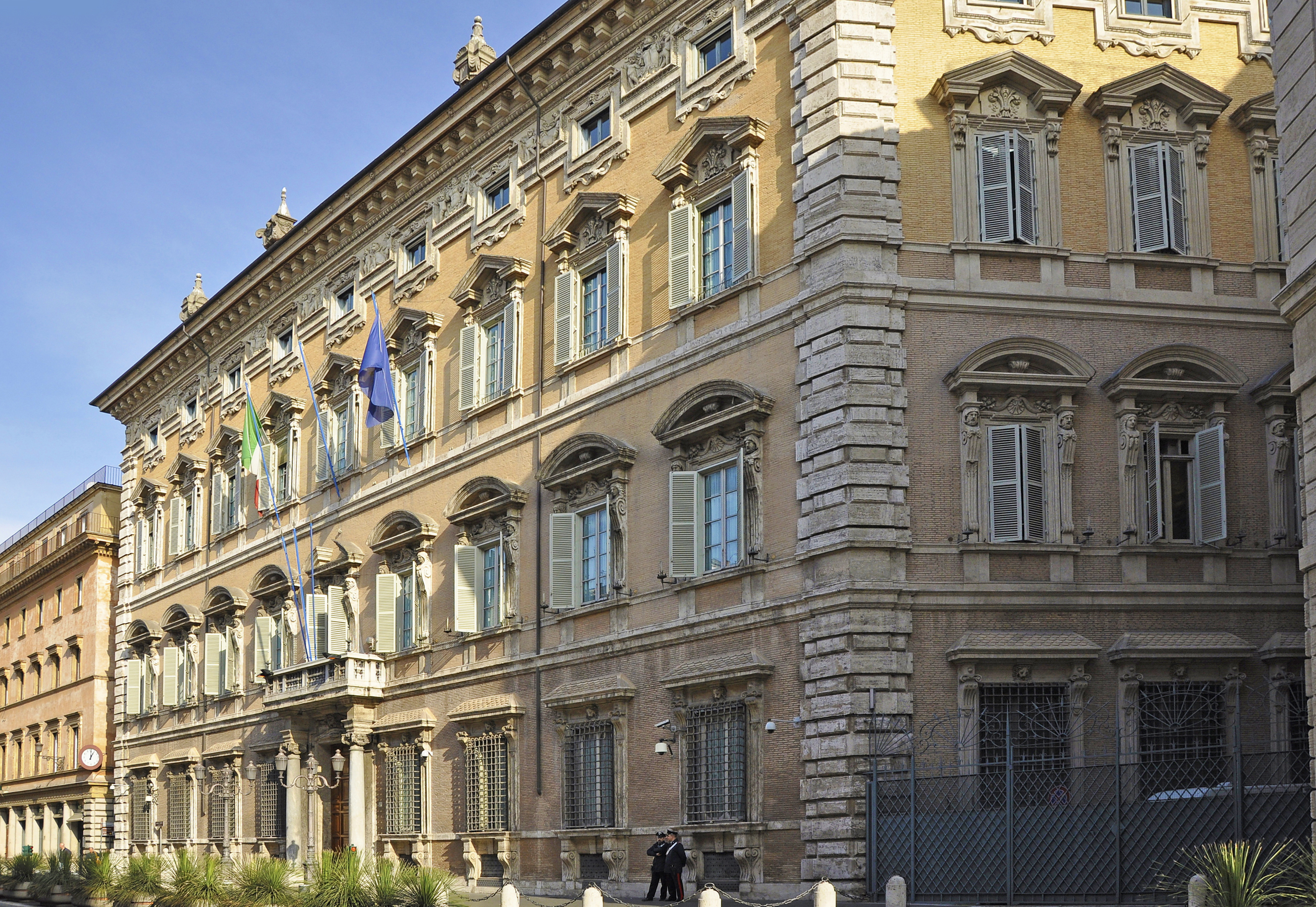
Palazzo Madama, Roma

Durante i trascorsi fiorentini il prelato entra in contatto con tutta una nuova generazione di artisti locali che poi troveranno di lì a qualche anno fortuna a Roma, come Ludovico Cigoli, Domenico Passignano, Cristofano Allori, Andrea Boscoli e Gregorio Pagani. Una delle prime collaborazioni è tuttavia con il pittore Jacopo Ligozzi, all'epoca assieme ad altri artisti attivo alla corte medicea fiorentina, con cui organizza nel palazzo Madama di Roma (di proprietà della famiglia Medici) un piccola Galleria che ricalcasse quella fiorentina degli Uffizi. Allo stesso pittore vengono contestualmente chiesti dal del Monte copie di diversi quadri della collezione granducale da tenere per sé o da donare a suoi amici.
Non si hanno documenti puntuali comprovanti l'attività politica e culturale di Francesco Maria del Monte al servizio del de' Medici a Roma, quanto il prelato abbia potuto partecipare alla costruzione delle residenze familiari in città o all'organizzazione della fastosa collezione archeologica e pittorica del cardinale Ferdinando, tuttavia è plausibile ipotizzare che proprio grazie a questo rapporto il del Monte abbia potuto tessere la propria ragnatela di relazioni con il mondo artistico e culturale romano e fiorentino, dai collezionisti agli artisti, musicisti e letterati.
Nel 1588 Francesco Maria ottiene la promozione cardinalizia. Viene quindi proiettato dall'oramai granduca Ferdinando de' Medici a Roma, presso la residenza medicea di palazzo Madama, col fine di svolgere un ruolo di diplomatico per conto della corte fiorentina.

### La protezione a Caravaggio
Nel 1589 il cardinal del Monte è a Roma presso palazzo Madama, concessogli come residenza a vita dai Medici, proprietari legali dell'edificio. Il palazzo era stato totalmente restaurato per l'occasione: le stanze ammobiliate e abbellite a spesa del granduca di Toscana, il quale regalò al del Monte anche quadri e opere artistiche per impreziosire le pareti di rappresentanza. Il direttore dell'arredo è l'amico Emilio de' Cavalieri, già attivo per i Medici nella riorganizzazione dell'allestimento della Galleria degli Uffizi, da cui si spiega il perché entro la collezione del palazzo compaiono sin dal principio opere copie di quelle della collezione Medici.
L'interesse per l'arte culmina nel 1595 con la nomina a protettore dell'Accademia di San Luca, succedendo nel ruolo al cardinale Federico Borromeo.
Gli ambienti del palazzo diventano ben presto crocevia dei maggiori intellettuali di passaggio a Roma: alcuni di essi vi soggiornarono più volte, come Galileo Galilei, Giulio Mancini e Caravaggio. L'appoggio del cardinale al giovane artista lombardo risultò fondamentale nei primi anni della sua carriera romana, ospitandolo a palazzo almeno dal 1598 al 1601, stimolandolo a realizzare nuove opere per lui e nello stesso tempo a ricercare successi anche in altri ambienti culturali circostanti, ad esempio il vicino palazzo Giustiniani a Roma.

In questo lasso di tempo le commesse avanzate dal cardinal del Monte al giovane pittore lombardo sono numerose: la Medusa, I musici, I bari, la Buona ventura, il Suonatore di liuto, la Santa Caterina d'Alessandria, un San Francesco in estasi e una Marta e Maria Maddalena. Il rapporto tra i due è talmente forte che per il cardinal del Monte Caravaggio si cimenta anche nella pittura su parete, l'unico caso conosciuto della sua attività, l'olio su muro di Giove, Nettuno e Plutone nella stanza dedicata all'alchimia del casino di porta Pinciana di proprietà del cardinale, essendo l'uomo un appassionato di medicina.

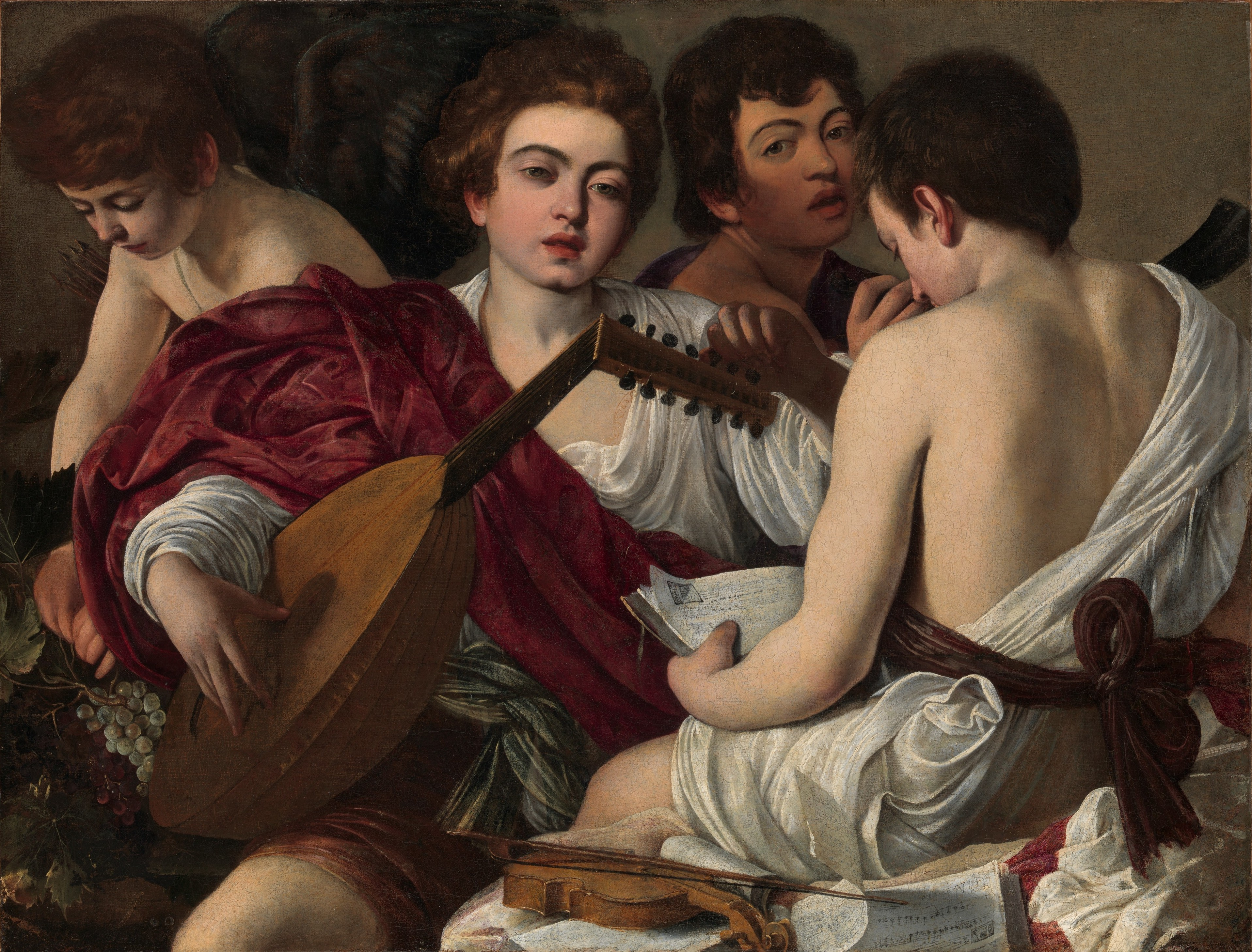
Caravaggio, I musici
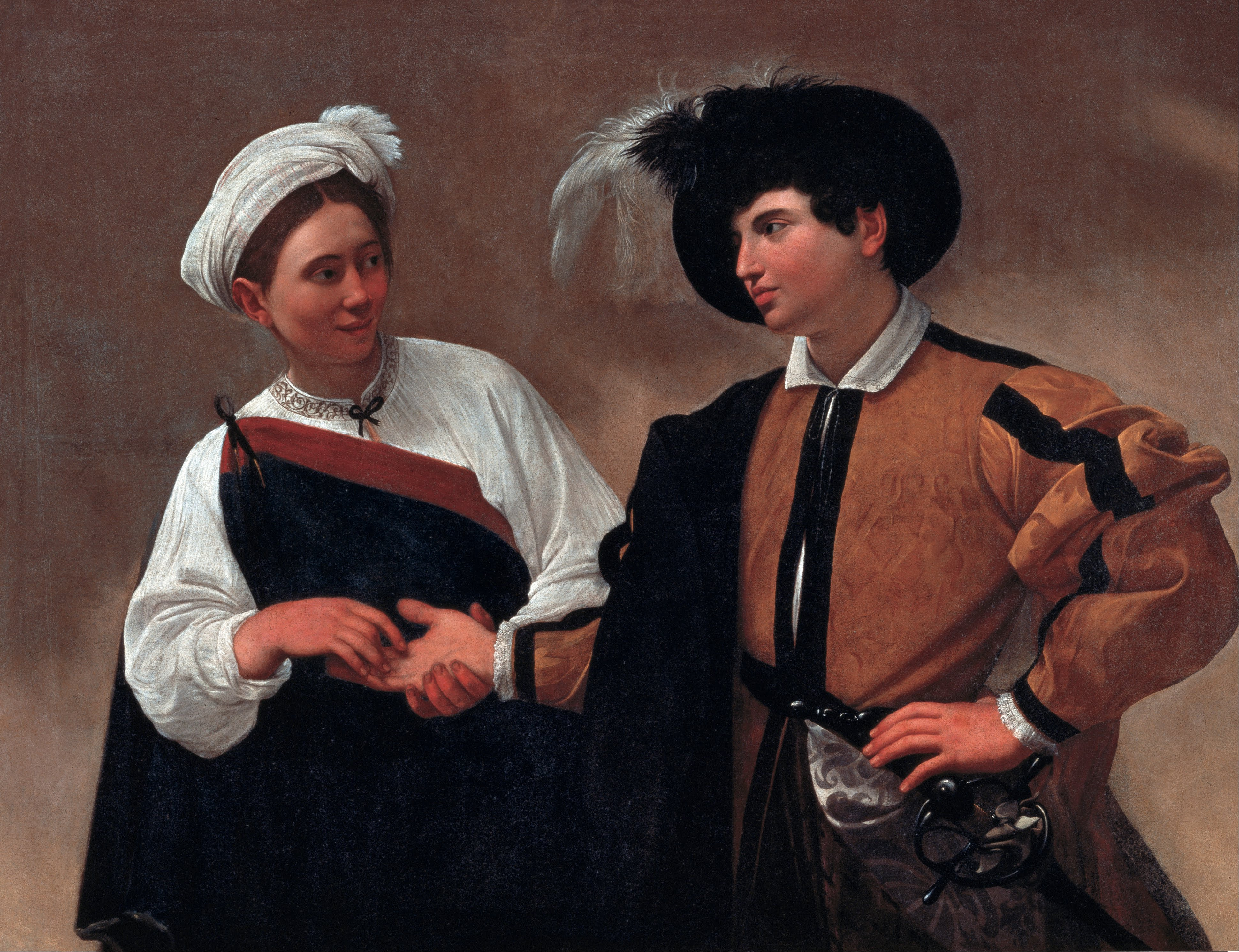
Caravaggio, Buona ventura (versione capitolina)
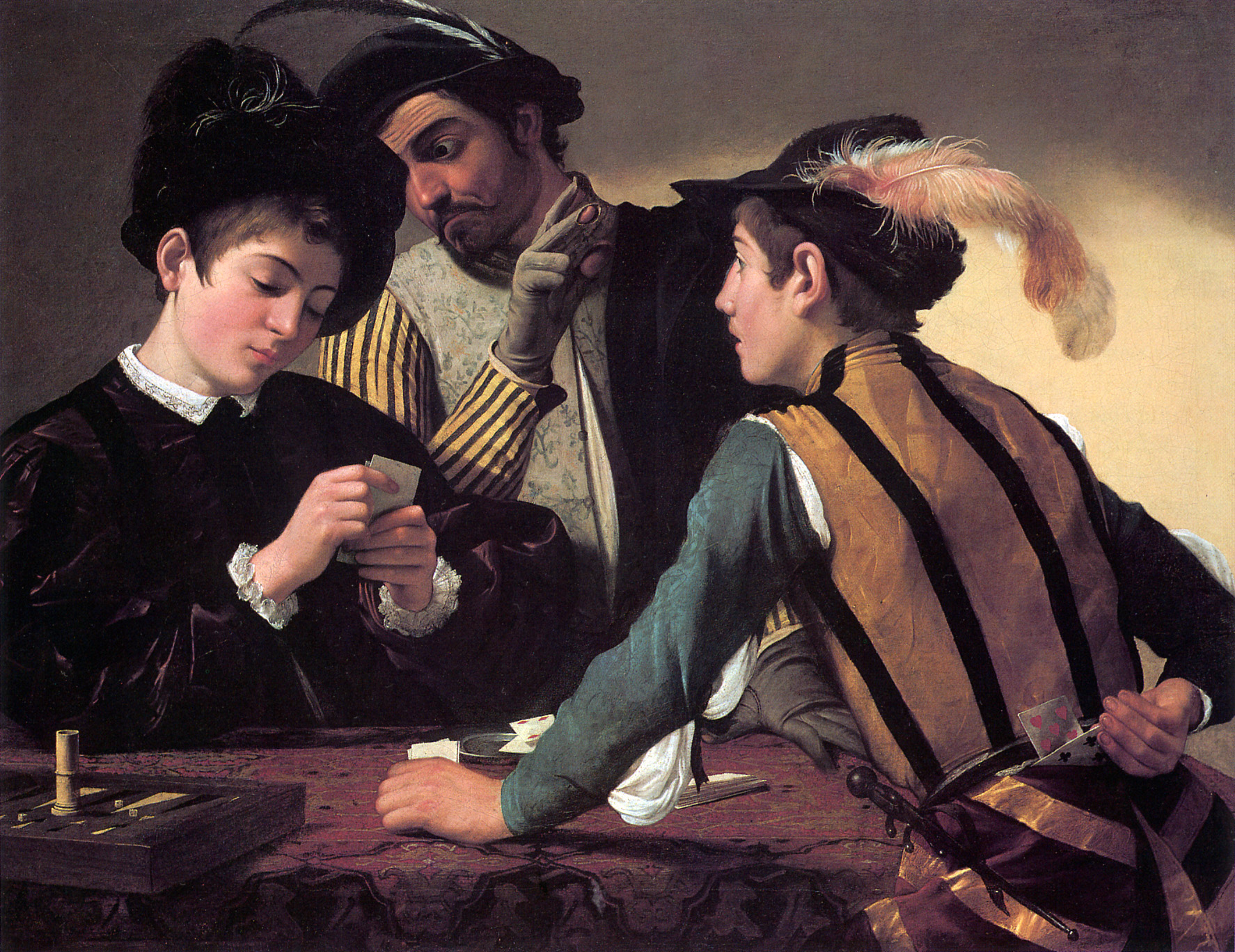
Caravaggio, I bari
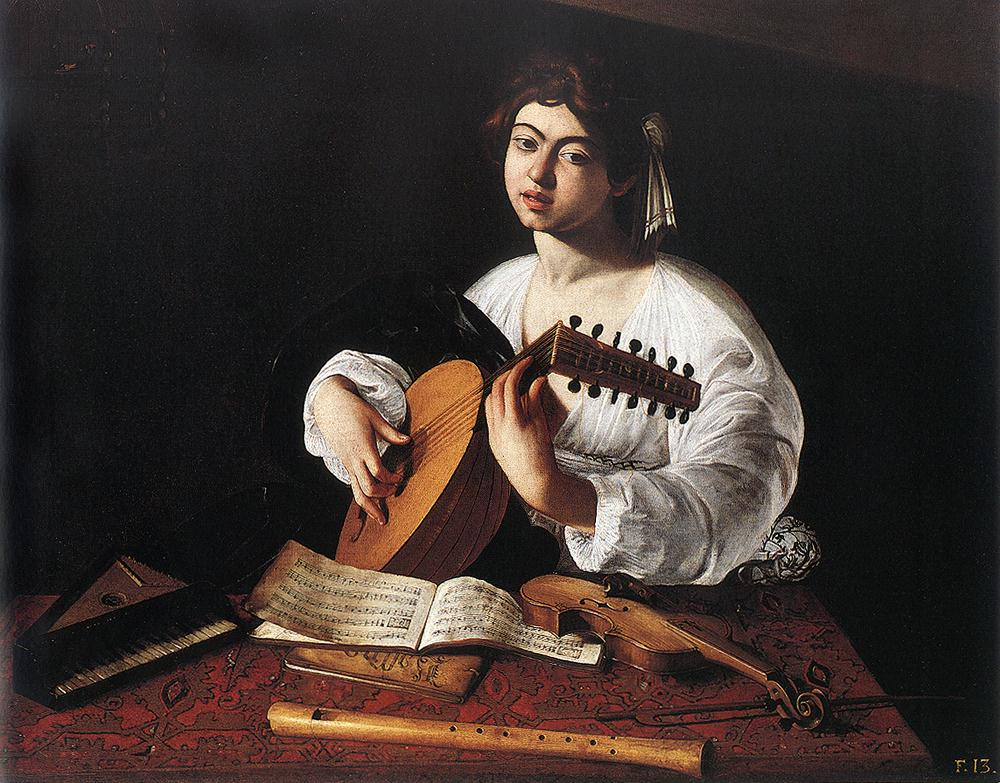
Caravaggio, Suonatore di liuto (versione di New York)

Il del Monte è in questo giro di anni una delle persone più influenti sotto il profilo mecenatistico di Roma, la cui collezione artistica personale diviene rinomata in ogni ambito culturale cittadino e non solo.

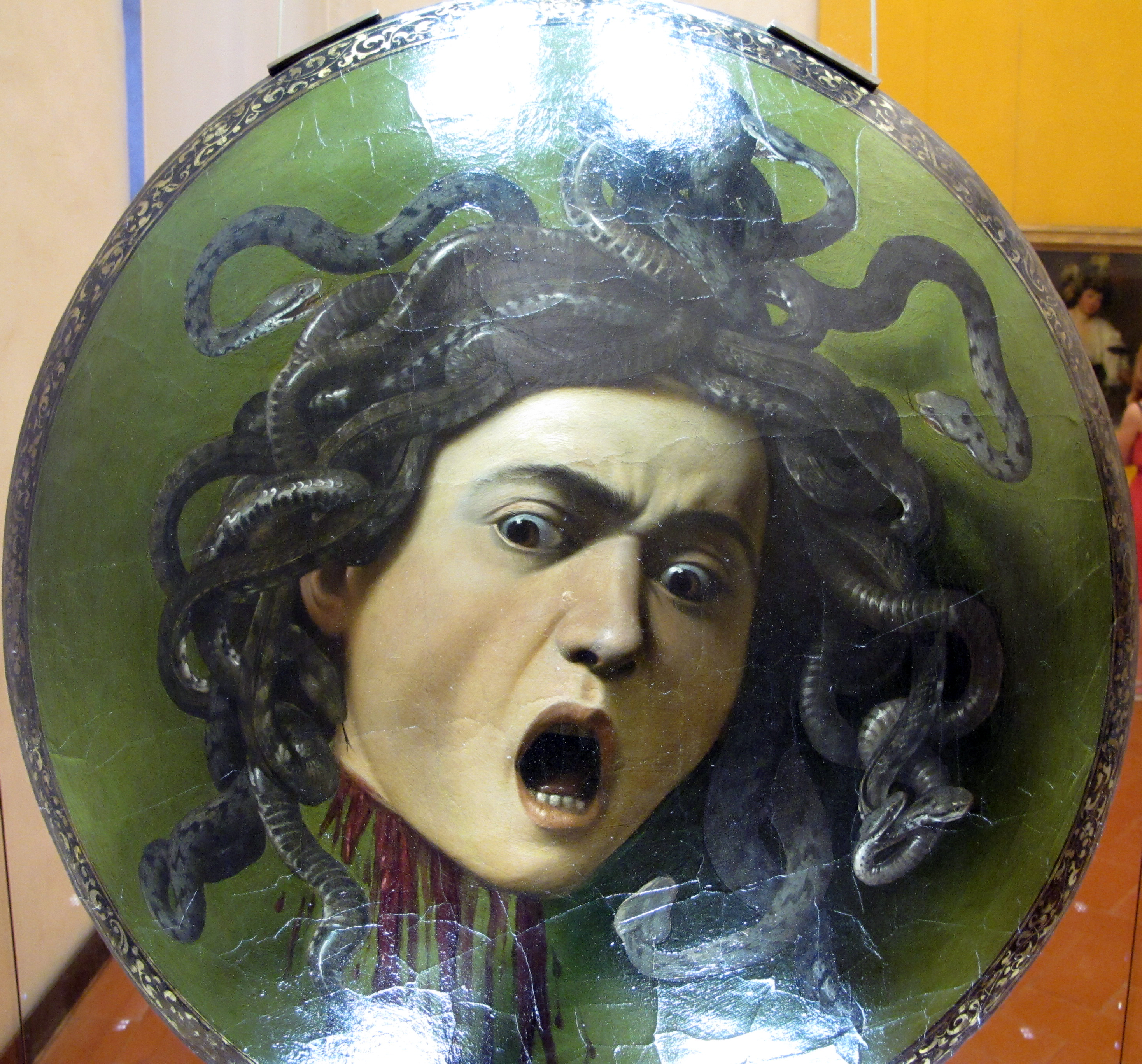
Caravaggio, Medusa

Al cardinale va con ogni probabilità riconosciuto anche il merito di aver esportato opere del Merisi in terra fiorentina e lombarda. Nel primo caso quando nel luglio del 1599 conduce con sé in dono a Ferdinando de' Medici la Medusa, per lui appositamente commissionata, mentre il Bacco di qualche anno dopo (1602) viene commissionato per farne dono al figlio Cosimo II de' Medici in occasione delle sue nozze del 1608. Nel secondo caso rientra la Canestra di frutta, pervenuta all'amico e frequentatore di casa del Monte il cardinale Federico Borromeo.
Grazie alla mediazione del cardinal del Monte Caravaggio ottiene anche le prime commesse pubbliche, quindi le tele della cappella Contarelli, quelle della cappella Cerasi e con ogni probabilità anche la pala della cappella Cherubini in Santa Maria della Scala. Un altro dipinto del Merisi sarà invece acquisito nel 1624, il San Giovanni Battista, dalla collezione Mattei (oggi ai Capitolini) per dono di Giovanni Battista Mattei.
L'attenzione verso la pittura del Caravaggio non si focalizza solo nelle opere autografe dell'artista, ma anche a tutta la cerchia di caravaggeschi che gli ruotano attorno, pertanto entrano nella collezione del Monte opere di Antiveduto Grammatica, Gerrit Van Honthorst, Battistello Caracciolo, Simon Vouet e Jusepe de Ribera.
Il successo del Caravaggio presso il del Monte è infine testimoniato anche dalle numerose copie di suoi dipinti fatti fare dal cardinale per dono a personalità che circolano nell'orbita delmontiana. Tra le più replicate ci sono I bari, la Buona Ventura e il Suonatore di liuto. Grazie a questo rapporto palazzo Madama diventa per il pittore un vero e proprio trampolino di lancio e di conseguenza Francesco Maria del Monte il più influente contributore al suo successo, seguito subito dopo dagli amici Giustiniani e Mattei.

### Le proprietà del Monte

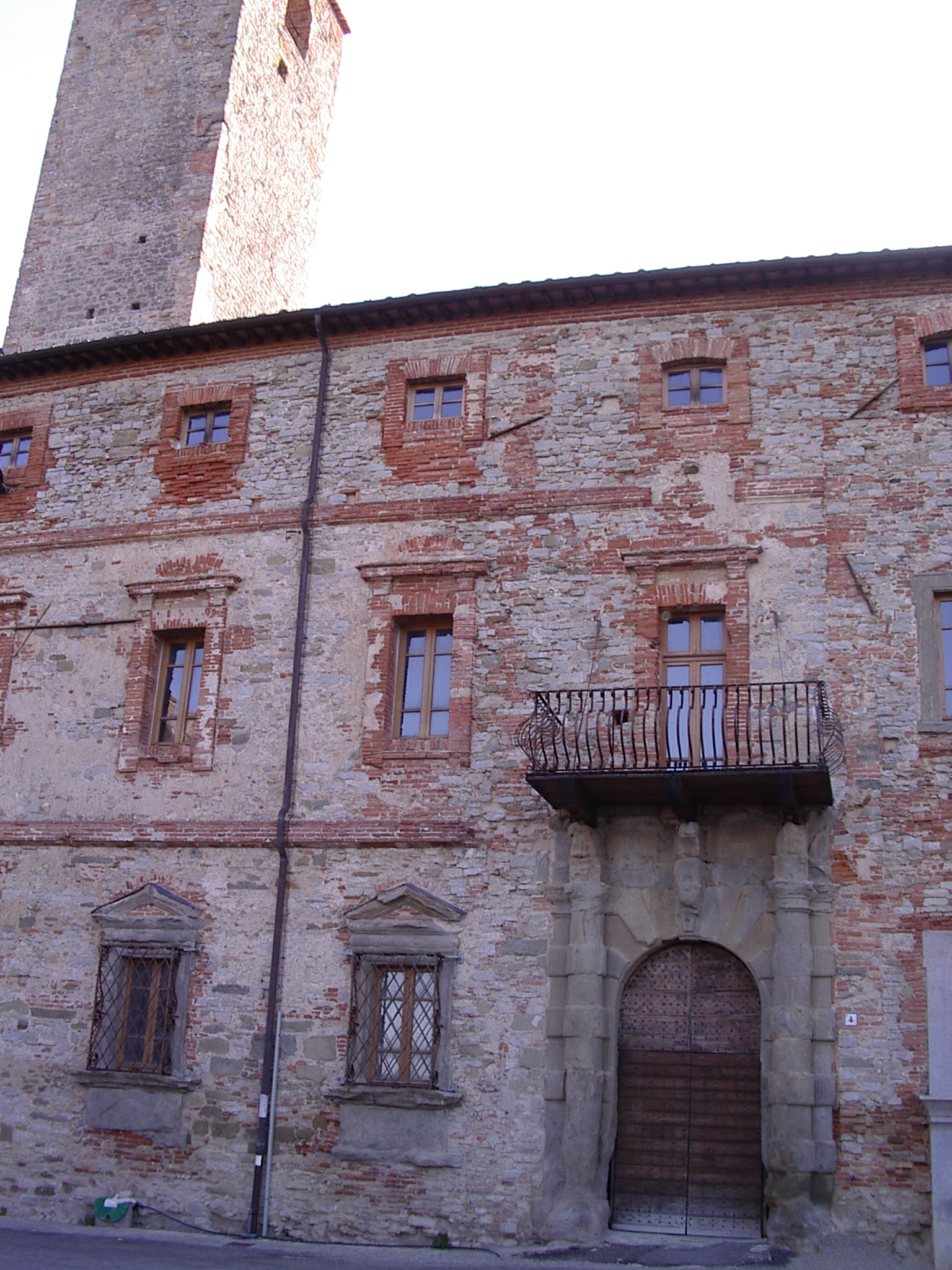
Palazzo Bourbon del Monte, Monte Santa Maria Tiberina

Nel 1615 il cardinale acquista il palazzo Avogadro in via di Ripetta sul Tevere presso piazza del Popolo a Roma, voluta per annetterla alla vigna in suo possesso e dimorarvici successivamente all'ipotesi di ritorno dei don Francesco de' Medici a palazzo Madama nel 1610, spostando di conseguenza in loco la quasi totalità della sua collezione. Nonostante l'usufrutto perpetuo di palazzo Madama, il cardinale dispone comunque di molte sue proprietà: la vigna di Ripetta il palazzo marchionale di Monte Santa Maria Tiberina, capoluogo del feudo imperiale di cui era reggente, la vigna di porta Pinciana, acquistata nel 1596 e che probabilmente era la più bella tra tutte ma che per via del suo prestigio era troppo ambita dai vari cardinali nipoti che si succedevano e pertanto poco "stabile" come residenza, quella di Albano Laziale e quella di Genzano. Della villa Medici sul Pincio il del Monte rimane responsabile insieme all'ambasciatore Niccolini della sua gestione, utilizzata per lo più per banchetti politici.

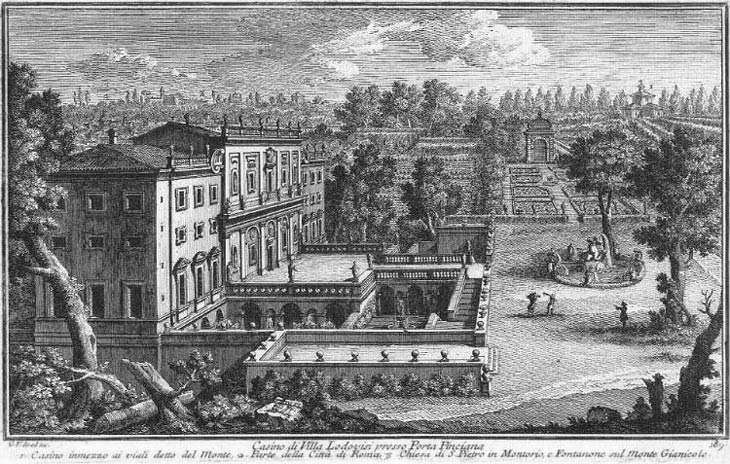
Vigna Pinciana, Roma

I pezzi di antichità della collezione del Monte, frutto di rinvenimenti nelle vigne di proprietà o di acquisti sporadici sul mercato, erano anch'essi al pari di quelli della quadreria molto numerosi. Tuttavia si parla di opere di qualità non particolarmente rilevante (eccezion fatta per il cosiddetto Vaso di Portland, uno degli esempi più importanti dell'arte vetro-cameo dell'antichità), molto spesso derivanti da assemblamenti di più parti frazionate e di restauri compiuti da scultori che hanno frequentato palazzo Madama, come Nicolas Cordier.

Caravaggio, Giove, Nettuno e Plutone

La collezione nella dimora di via di Ripetta viene disposta su 30 locali, un cortile interno su cui si apre una loggia decorata con affreschi di un giovane Andrea Sacchi tra il 1621 e il 1624, di cui oggi rimane una picca porzione, e tre giardini. Oltre alla quadreria e ai pezzi di antichità (sia bronzetti, che statuaria, che medaglie e intagli) la collezione si compone anche di vetri, tessuti, una ricca biblioteca composta da più di 3.000 volumi, disegni, incisioni e stampe.
Nel suo insieme la quadreria rappresenta l'arte italiana nel trentennio che va dal 1590 al 1626, con opere manieristiche, classiche e naturalistiche, sia a tema profano che religioso.
Seppur la raccolta è ospitata pressoché quasi interamente nelle sale del palazzo di Ripetta, il cuore pulsante dell'attività artistica e culturale del cardinale rimane comunque il palazzo Madama, utilizzato per fini di rappresentanza politica della corte medicea a Roma attraverso anche manifestazioni espositive di opere d'arte e rappresentazioni teatrali e musicali. Il luogo diventa quindi uno dei salotti artistici più rilevanti, centro di promozione culturale e punto d'incontro tra gli artisti, scienziati e committenti, dove la figura del cardinal del Monte assume quella di patrono delle arti e guida per tutto l'ambiente.
Sono frequenti infatti le promozioni di giovani artisti di talento che portano nel palazzo proprie opere per esporle a i visitatori: nel 1607 Caravaggio porta la Morte della Vergine, ancora prima espone in loco le tele per la vicina cappella Contarelli così come Antiveduto Grammatica, uno dei favoriti del cardinale, e Andrea Sacchi hanno esposto le loro opere qui prima di destinarle al pubblico, nel secondo caso la pala del Miracolo di san Gregorio per San Pietro, la cui commessa, assieme a quella della Morte di santa Petronilla (però rifiutata) fu ottenuta grazie al del Monte stesso.
Anche i paesaggisti Paul Bril, Jan Brueghel il Giovane e Willem van Nieulandt il Vecchio e suo nipote il Giovane erano assidui frequentatori del palazzo.

### La morte del cardinal del Monte (1626)
Nel 1621 muore Federico del Monte, marchese di Monte Baroccio e fratello di Francesco Maria. Sconfortato dalla notizia il cardinale redige testamento nel 1623, stabilendo nella chiesa del Gesù il luogo della sua sepoltura e assegnando la continuità del suo patrimonio alla primogenitura del pronipote Ranieri del Monte, con la raccomandazione di tenere integra la raccolta artistica. Negli anni successivi Francesco Maria è costretto a convivere con la malattia che lo affligge finché non muore nel 1626. Poco prima il cardinale sposta la sua sepoltura nella chiesa delle cappuccine di Sant'Urbano ai Pontani, senza però fornire alcuna spiegazione in merito.
Per volere testamentario il designato successore è indicato in Uguccione del Monte, padre dell'ancora sedicenne Ranieri, ma questi si ammala non appena giunge a Roma e non fa a tempo a organizzare la gestione dell'intero patrimonio che deve subito fare testamento in favore del fratello il monsignore Alessandro, vescovo di Gubbio. Nel mentre alcune opere iniziano già a sparire dalla collezione, secondo alcune indiscrezioni sottratte già quando Francesco Maria e Uguccione erano ancora in vita e sotto le cure del medico Giulio Mancini, uomo dell'entourage dei Barberini che avrebbe infatti sottratto furtivamente alcuni pezzi della raccolta per conto dei suoi "avidi" protettori, dove infatti iniziano a figurare i primi pezzi delmontiani. Anche altre personalità al servizio dei Barberini, come Cassiano dal Pozzo, segretario del cardinale Francesco, e Giulio Sacchetti, amico di famiglia, operano sottobanco per far confluire nelle raccolte pontificie qualche opera.
Uguccione muore anch'egli nel 1626, facendosi seppellire in Sant'Urbano accanto allo zio. Per sua volontà testamentaria viene cancellato il diritto di primogenitura e disposta l'eredità collettiva della collezione, fatto questo che ha aperto la strada verso la distruzione definitiva dell'integrità della raccolta. I designati erano i tre fratelli maschi rimasti in vita, Alessandro (marchese di Monte Baroccio), Onofrio (abate) e Giovanni del Monte, e il nipote Ranieri (marchesino). Tuttavia non trovando l'accordo sul destino della collezione, i fratelli Onofrio e Giovanni così come il nipote Ranieri furono ricompensati di una somma di denaro pari a 20.000 scudi ciascuno da parte di Alessandro, che invece avrebbe tenuto la disponibilità dei beni fino alla sua morte, quando poi sarebbe stata affidata ai legittimi eredi secondo le modalità ordinarie di successione.

### L'inventario del 1627
La collezione, inventariata presso il palazzo di Ripetta nel 1627, viene messa all'asta nel 1628 da Alessandro del Monte continuando quanto già avviato dal fratello Uguccione. La raccolta era composta da un'ampia collezione di opere antiche, di cui 56 sculture, e contava circa 599 dipinti, seppur un terzo senza indicazione dell'autore. L'inventario registra alcune opere in meno rispetto al precedente di Francesco Maria del 1623, a testimonianza del fatto che alcune di queste erano già sparite negli anni successivi alla scomparsa del cardinale.
Nell'inventario del 1627 Federico Barocci non compare nell'elenco, anche se potrebbe essere individuabile in uno degli autori non menzionati della lista, come in una Visitazione di Santa Elisabetta, forse replica del modello dell'altare della Vallicella, o una Assunzione, poi acquistato all'asta nel 1628 da Francesco Barberini.
Anche il nome Santi di Tito non compare nell'inventario, le cui opere figurano invece in maniera frequente negli inventari fiorentini del 1739 di Giovanni Francesco del Monte, un cugino del cardinale Francesco Maria, dove risultano altre opere di autori presenti nell'inventario romano del porporato, come il Cigoli, Ligozzi, Giovan Battista Vanni e Jacopo Tintoretto.
L'elenco palesa meno di una trentina di opere veneziane, per lo più copie e opere di bottega, di cui una di scuola ferrarese, del Garofalo, mentre il dipinto di Dosso Dossi che figura nell'elenco delle opere messe all'asta dell'erede Alessandro del Monte non è individuabile nell'inventario del 1623. Il pittore meglio rappresentato è Tiziano, con sei o sette quadri: la Maddalena, la Venere e il San Girolamo in penitenza, oltre a svariati ritratti e copie o opere di bottega non identificabili. Jacopo e Francesco Bassano figurano con quattro opere complessive: un Orfeo, una Natività, una Notte e il Ritratto della dogaressa Morosina Grimani. Figurano inoltre un'opera di Andrea del Sarto, Sant'Agata e san Sebastiano, altre attribuite a Bernardino Licinio, Concerto e  Palma il Vecchio, Berrettone, il Padovanino, Ottavio Leoni, Carlo Saraceni, Giorgione e Sebastiano del Piombo.
La parte più corposa dell'elenco è composta da artisti dell'ambito caravaggesco. Oltre a circa dieci dipinti dello stesso Merisi sono presenti opere di Simon Vouet (una testa e una Maria Maddalena), di Gerrit van Honthorst (un Concerto), Bartolomeo Cavarozzi, Giovanni Baglione (Giuditta), Alessandro Turchi, Claude Vignon e altri.
Numerose sono  poi le raffigurazioni di animali (soprattutto uccelli) provenienti dal palazzo Madama e ivi collocate già dall'insediamento del cardinale del 1598, molti dei quali ascrivibili a Jacopo Ligozzi e regalati da Ferdinando de' Medici, così come numerosi sono i quadretti di Adam Elsheimer con rappresentazioni di paesaggi.
L'inventario registra infine 270 ritratti tra papi, imperatori, cardinali, duchi e altri uomini e donne illustri.

### La dispersione della collezione del 1628
Sorte vuole che Alessandro del Monte fa giusto a tempo a far redigere l'inventario del 1627 e a disporre la vendita della collezione che muore di lì a breve, nel 1628.
Dopo la morte di Alessandro avvenuta il 14 giugno del 1628, i diritti dell'eredità vengono trasferiti a Onofrio del Monte, abate commendatario di Santa Croce in Monte Faballi, il quale continua la vendita all'asta delle opere della collezione di Francesco Maria in continuità con quanto aveva disposto il suo predecessore nel seppur breve periodo di competenza. Un ulteriore inventario viene redatto nello stesso anno e si registra in questo caso qualche nome in più rispetto a quello dell'anno prima, fatto che si spiega con l'immissione nell'asta di vendita di opere provenienti da proprietà diverse da quella di via di Ripetta, quindi palazzo Madama o altra vigna. La collezione di piccoli bronzi antichi e moderni invece diminuisce da 117 oggetti inventariato nel 1627 a 86.

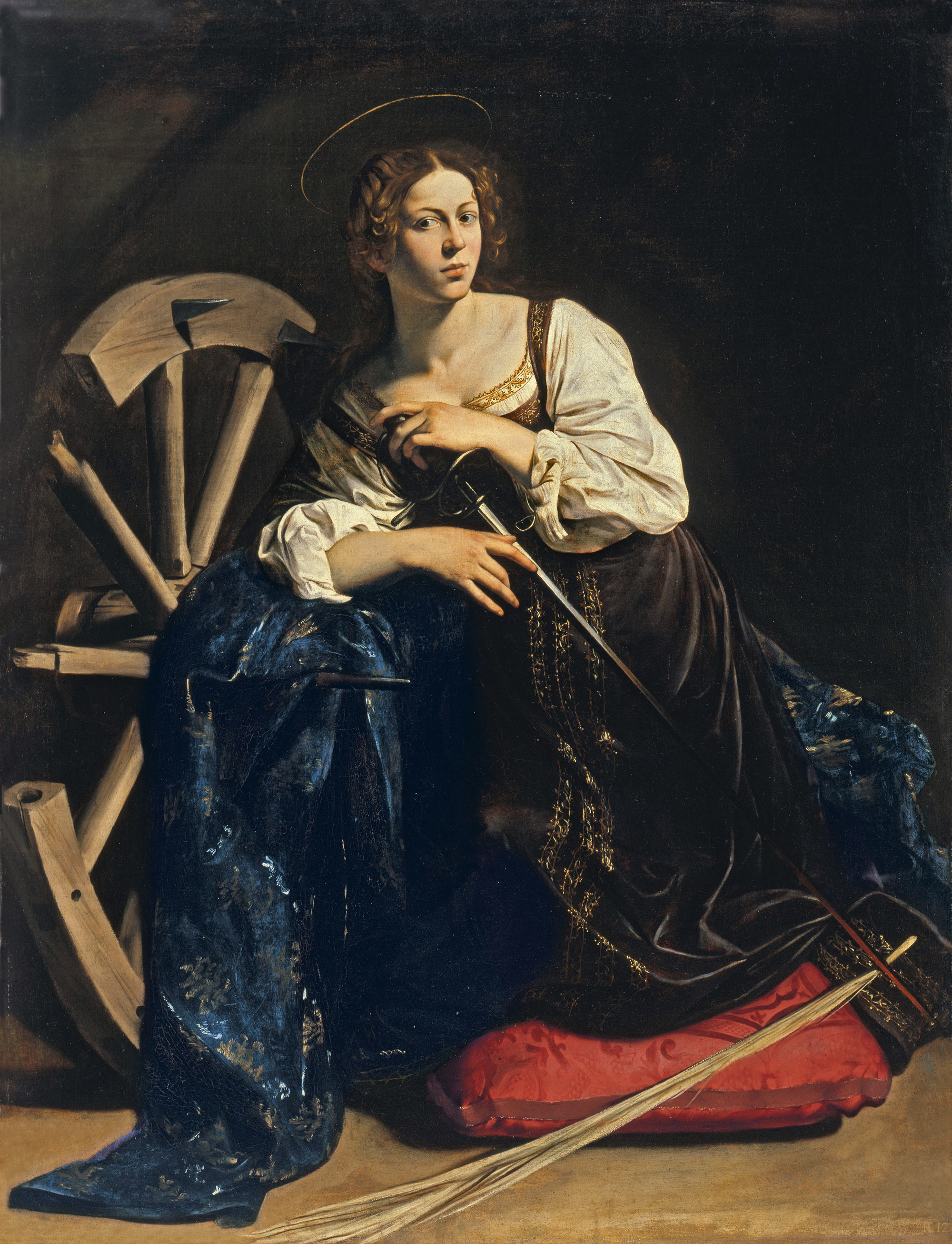
Caravaggio, Santa Caterina d'Alessandria

La collezione del cardinal del Monte cessa dunque di esistere con le vendite del 1628, dove un grosso lotto di opere vengono accaparrate da Francesco Barberini per le collezioni familiari.

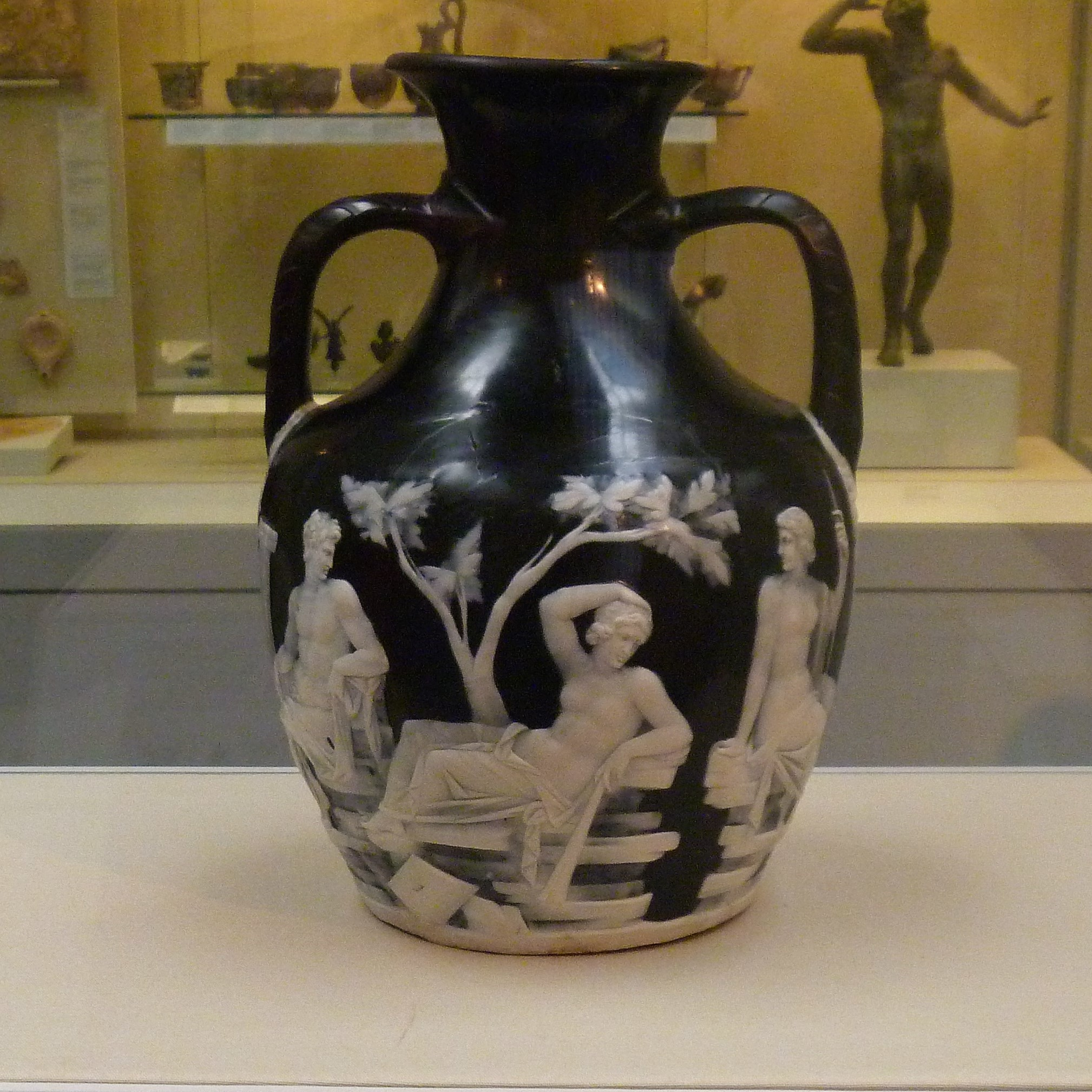
Vaso Portland

Tra le prime e più importanti immissioni di opere nella collezione Barberini vi sono quelle dei tre fratelli nipoti di Urbano VIII: il cardinale Antonio acquista per 550 scudi ventiquattro dipinti, tra cui tre quadri di Caravaggio (Santa Caterina d'Alessandria, Suonatore di liuto e I bari), Taddeo ha un esborso iniziale di 420 scudi per l'acquisto dei diversi beni della collezione mentre la spesa più consistente è quella del cardinale Francesco, che acquista svariati pezzi per una cifra iniziale pari a 974 scudi, di cui 200 soli per il prezioso vaso blu, a cui si aggiungono altri 558 per ventisette dipinti, tra cui opere di scuola veneta (Giorgione, Tintoretto, Jacopo Bassano il Vecchio, il Pordenone), di scuola emiliana (Guido Reni, Francesco Albani, Annibale Carracci, Federico Barocci, il Garofalo) e altre di scuola caravaggista (Gerrit van Honthorst, Jusepe de Ribera, Alessandro Turchi, Filippo Napoletano). L'incetta di quadri della collezione di Francesco Maria Del Monte prosegue poi anche con l'acquisto di altre opere attraverso svariati prestanome, come nel caso di Prospero Fagnani, che per il cardinale Antonio compera altri due quadri di Caravaggio, un vaso di fiori non rintracciato e I musici (versione di New York, che poi il cardinale dona nel 1634 in Francia al maresciallo Charles I de Créquy assieme ad un altro gruppo di opere, per poi passare quattro anni dopo nella collezione del cardinale Richelieu) e il San Girolamo del Guercino.
Cassiano dal Pozzo acquista per sé dodici dipinti e alcuni vasi di porcellana, il cardinale Lorenzo Magalotti acquista per 2.000 scudi complessivi svariati libri e quattro dipinti, tra cui un ritratto di Palma il Vecchio (verosimilmente il cosiddetto Berrettone), uno del Pordenone e un altro di Raffaello, mentre l'abate Lelio Guidiccioni acquista per 100 scudi quattro piccoli quadretti di Raffello e Tiziano.

Un'altra figura nota nell'orbita barberiniana è quella del cardinale Ascanio Filomarino, che però acquista lotti dell'asta per la propria collezione personale. Una notula di pagamento segnala l'acquisto di due lotti della collezione, un crocifisso d'argento e il quadro di «S. Francesco abbandonato in terra con il Compagno che l'aiuta originale del Caravaggio», pagato 70 scudi in data 30 maggio (che tuttavia stando ai documenti di archivio la tela non è identificabile con la versione oggi ad Hartford o a Udine).

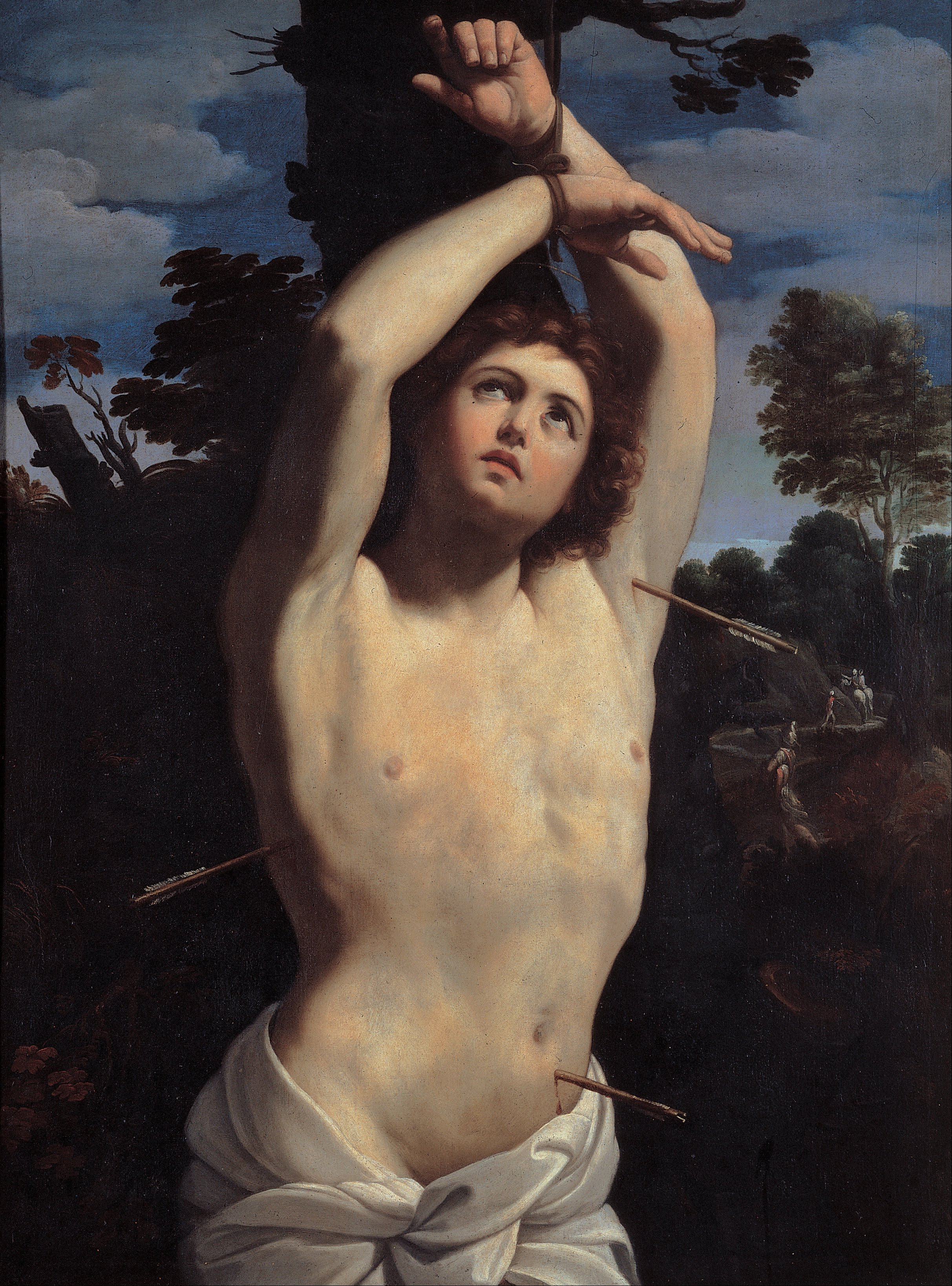
Guido Reni, San Sebastiano

Altri acquirenti dell'asta delmontiana sono il cardinale Carlo Emanuele Pio di Savoia il Vecchio, che acquista opere come i San Giovanni Battista e la Buona ventura del Caravaggio, il San Sebastiano di Guido Reni, l'Orfeo di Jacopo Bassano, una Santa Margherita del Pordenone, una Maria Maddalena di Simon Vouet, una Testa di san Francesco di Girolamo Muziano, undici teste in pastello, una Santa Barbara di Francesco Albani, una Cena di Baldassarre di un autore non identificato, due prospettive, una tela del Monte Sinai di autore non identificato e il Ricco Epulone (o Lazzaro e l'uomo ricco) di Carlo Saraceni.
Scipione Borghese si concentra invece sulle opere antiche, acquistando undici statue di marmo, due di metallo, ventuno teste e busti di marmo, otto teste piccole, un tavolino d'alabastro orientale con piedistallo in ebano, mentre dalla quadreria preleva i ritratti di papi, cardinali e altri uomini e donne illustri, due libri a stampa e il dipinto di Antiveduto Grammatica della Salomone idolatra. Filippo I Colonna acquista tre quadri, alcune tavole di marmo, due gruppi di statue, sei viole da arco e una fontana di vetro con piedi in legno. Il principe Michele Peretti, invece, si accaparra dall'asta del Monte due quadri di paesaggi di Paul Bril, un San Tommaso apostolo (verosimilmente quello copia dal Caravaggio), due battaglie e una prospettiva.
Ulteriori pezzi della collezione sono infine stati acquistati anche dal cardinal Ippolito Aldobrandini, Francesco Patrizi, Giovanni Paolo Sannesio, il cardinale Desiderio Scaglia e altri.
Dispersa la collezione di Francesco Maria del Monte, rimane in essere la collezione dei suoi familiari del ramo in Toscana, dapprima a Siena e poi inventariata un'ultima volta nel 1739 a Firenze, che tuttavia non ha legami giuridici con quella romana, seppur non si esclude l'influenza del cardinale nelle scelte artistiche dei pittori presenti nella raccolta.
Il palazzo in via di Ripetta viene demolito nel Settecento, mentre la chiesa di Sant'Urbano dov'è sepolto il cardinale Francesco Maria del Monte sarà distrutta nel 1933.

## Elenco (non completo)

### Antichità

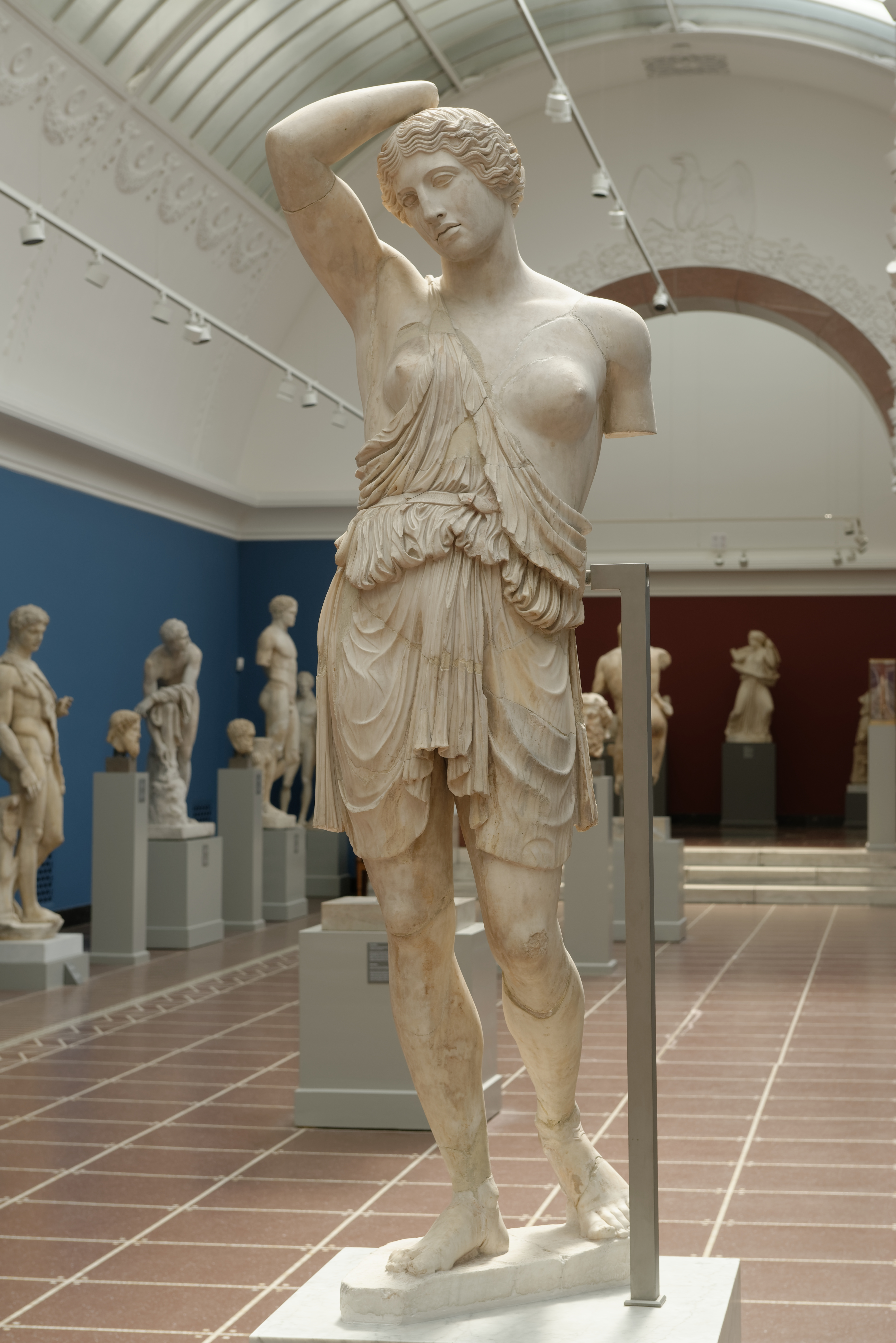
Amazzone

- Amazzone, marmo bianco, 200 cm, Ny Carlsberg Glyptotek, Copenaghen
- Cupido con arco, marmo, 123 cm, Staatliche Museen, Berlino
- Vaso Portland, vetro con cammei, I secolo d.C., British Museum, Londra

### Dipinti e sculture

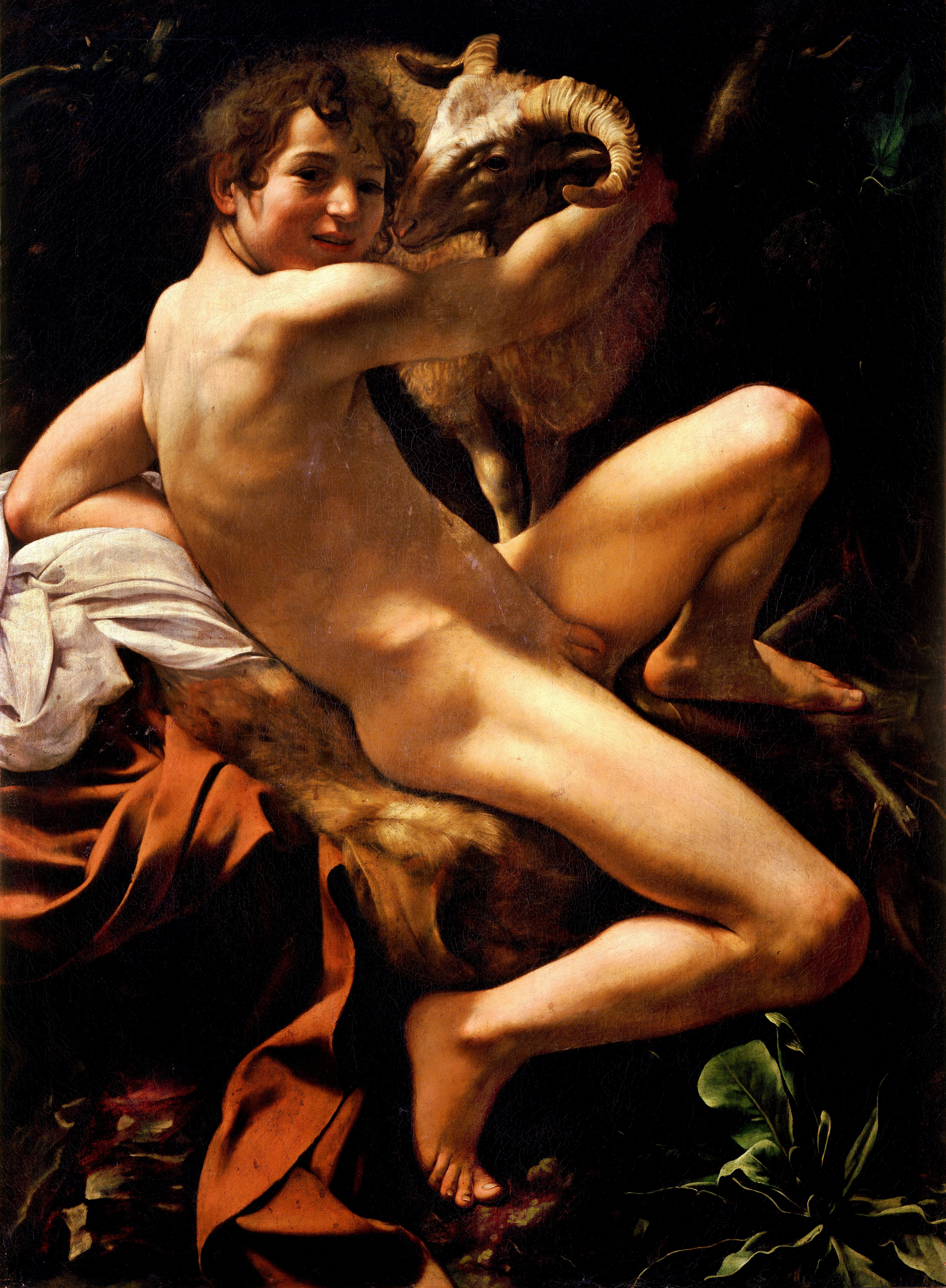
Caravaggio, San Giovanni Battista

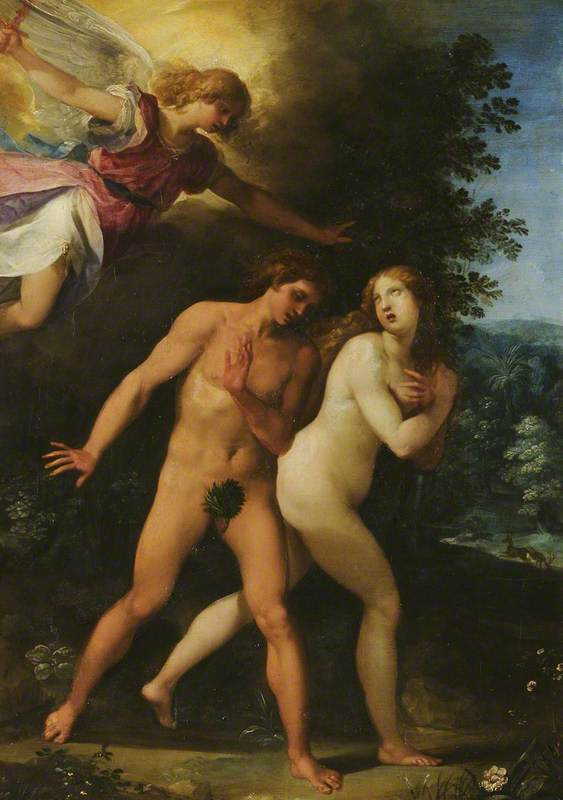
Cavalier d'Arpino, Adamo ed Eva cacciati dal Paradiso

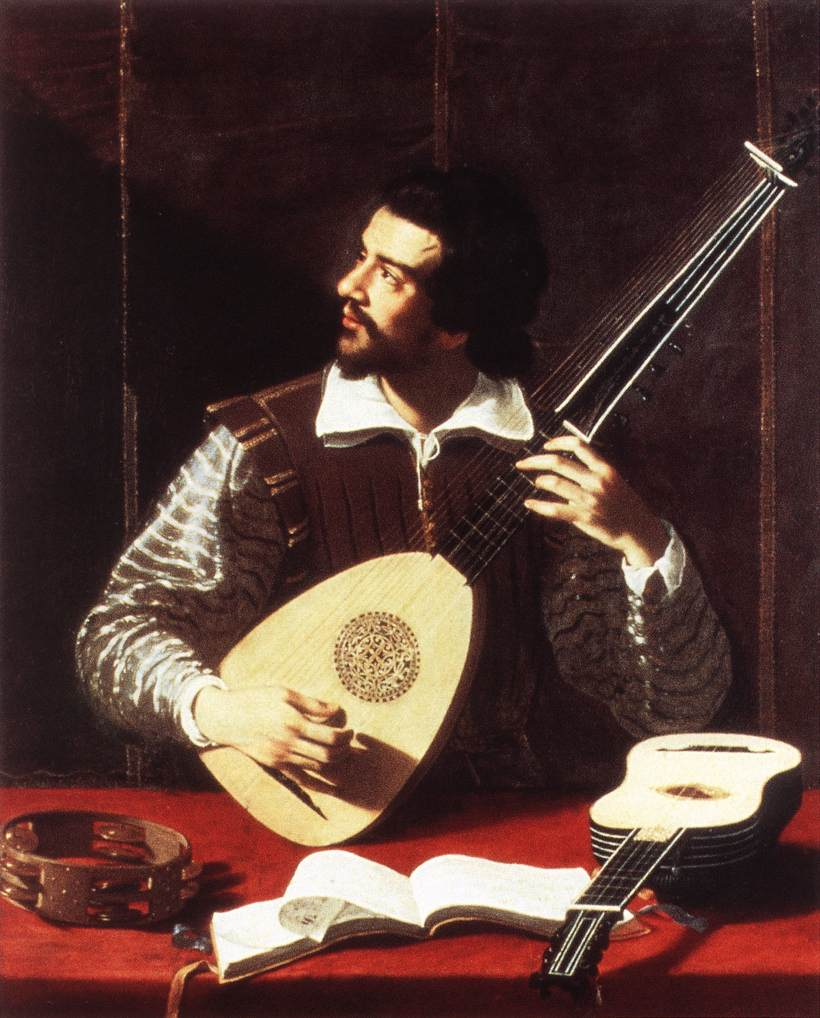
Antiveduto Grammatica, Suonatore di tiorba

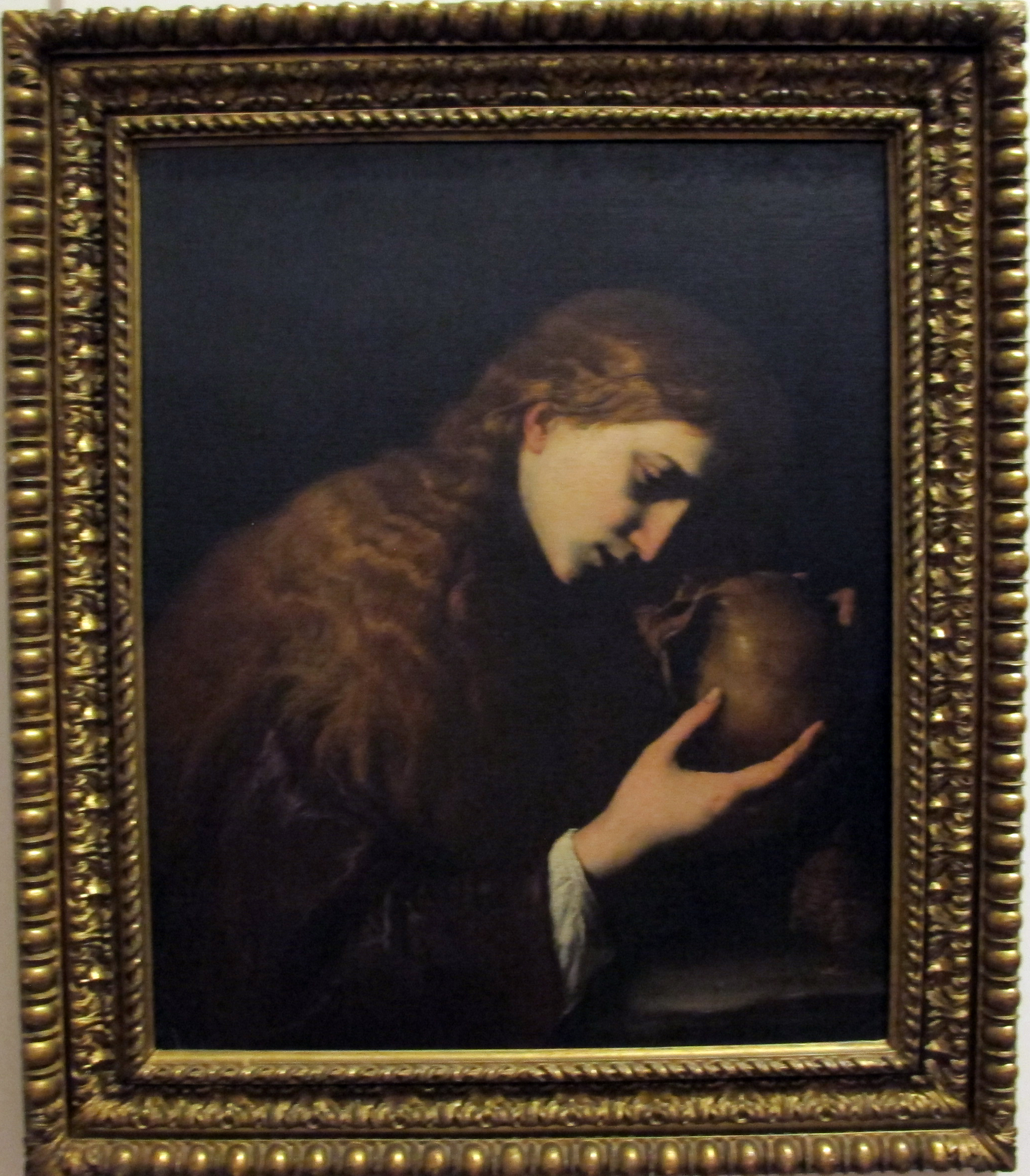
Jusepe de Ribera, Maria Maddalena penitente

- Giovanni Baglione, Giuditta, non rintracciata
- Federico Barocci (?), Assunta, non rintracciata
- Federico Barocci (?), Visitazione di Santa Elisabetta, non rintracciata
- Jacopo Bassano, Orfeo, non rintracciato
- Paul Bril, Paesaggio (×2), non rintracciati
- Cristofano Allori, Santa Caterina da Siena in preghiera, non rintracciata (assegnata nell'inventario al Bronzino, è forse identificabile con quella 107,2×90,2 cm del Meadows Museum della Southern Methodist University, Dallas)[59]
- Jan Brueghel il Giovane, Crocifissione, olio su rame, non rintracciata
- Jan Brueghel il Giovane, Marina, olio su rame, non rintracciata
- Jan Brueghel il Giovane, Paesaggino, olio su rame, non rintracciata
- Jan Brueghel il Giovane, Paesaggio, olio su rame, non rintracciata
- Jan Brueghel il Giovane, Paesaggio con figura femminile e putti, olio su rame, non rintracciata
- Jan Brueghel il Giovane, Paesaggio con la favola di Euridice, olio su rame, non rintracciata
- Jan Brueghel il Giovane, Paesaggio con san Giovanni Evangelista, olio su rame, non rintracciata
- Jan Brueghel il Giovane, Paesaggio con le tentazioni di sant'Antonio, olio su rame, non rintracciata
- Battistello Caracciolo, Salomè, non rintracciata
- Francesco Brizio, Allegoria delle armi del cardinal Francesco Maria del Monte, incisione, 1588 ca., Graphische Sammlung Albertina, Vienna
- Caravaggio, Bacco, Galleria degli Uffizi, Firenze (commissionata per farne dono al granduca di Toscana)
- Caravaggio, Buona ventura, Musei Capitolini, Roma
- Caravaggio, Canestra, non rintracciata
- Caravaggio, I bari, Kimbell Art Museum, Fort Worth
- Caravaggio, I musici, Metropolitan Museum of Art, New York
- Caravaggio, Marta e Maria Maddalena, non rintracciata (ignota la sua identificazione e non identificabile con quella di Detroit poiché questa proverrebbe dalla collezione Aldobrandini)
- Caravaggio, Medusa, Galleria degli Uffizi, Firenze (commissionata per farne dono al granduca di Toscana)
- Caravaggio, San Francesco in estasi, non rintracciato (ignota la sua identificazione e non identificabile con quella di Hartford poiché questa proviene dalla collezione del banchiere Ottavio Costa)
- Caravaggio, San Giovanni Battista, Musei Capitolini, Roma
- Caravaggio, San Matteo scrivente, non rintracciata (copia del soggetto della cappella Contarelli)
- Caravaggio (copia da), San Tommaso apostolo, non rintracciato
- Caravaggio, Santa Caterina d'Alessandria, Museo Thyssen-Bornemisza, Madrid
- Caravaggio, Suonatore di liuto, Metropolitan Museum of Art, New York
- Annibale Carracci, Ritorno del figliol prodigo, non rintracciato
- Annibale Carracci, Santa Caterina d'Alessandria, non rintracciata
- Cavalier d'Arpino, Adamo ed Eva cacciati dal Paradiso, olio su rame 59×59 cm, forse identificabile con quello al Christ Church di Oxford[60]
- Cavalier d'Arpino, Cristo Salvatore, olio su tavola tonda, non rintracciata
- Cavalier d'Arpino, San Francesco in ginocchio, olio su tavola tonda, 133 cm diam., non rintracciata
- Dosso Dossi, Cristo portacroce, non rintracciata
- Adam Elsheimer, Diluvio universale, della serie dei cosiddetti quadretti del Tabernacolo Francoforte, Staedlsches Kunstinstitut
- Adam Elsheimer, Conversione di Saulo, della serie dei cosiddetti quadretti del Tabernacolo Francoforte, Staedlsches Kunstinstitut
- Adam Elsheimer, Sogno di Giacobbe, della serie dei cosiddetti quadretti del Tabernacolo Francoforte, Staedlsches Kunstinstitut
- Giambologna, Ercole e il centauro, bronzo, 55,7 cm, 1600 ca. non rintracciato
- Giorgione, Ritratto di soldato, Hampton Court, Londra
- Antiveduto Grammatica, Angelo custode, 150×144 cm, probabilmente identificabile con quello del Musée des Beux Arts, Marsiglia
- Antiveduto Grammatica, Apollo e le muse sul monte Parnaso, 152,4×172,7 cm, collezione privata, Londra
- Antiveduto Grammatica, Concerto, potrebbe essere il frammento parzialmente conservato della figura del Suonatore di tiorba, Galleria Sabauda, Torino[61]
- Antiveduto Grammatica, Ritratto di filoso colco, non rintracciata
- Antiveduto Grammatica, Salomone idolatra, non rintracciata
- Guercino, San Girolamo, probabilmente identificabile con quello di 140,5×152 cm nella collezione Patrizi, Roma
- Gerrit van Honthorst, Concerto, 137×179 cm, non rintracciata
- Ottavio Leoni, Ritratto di Francesco Maria del Monte, disegno su carboncino, 22,9×16,5 cm, 1616, Ringling Museum of Art, Sarasota
- Ottavio Leoni, Testa di Maria Maddalena, non rintracciata
- Bernardino Luini, Marta e Maria, olio su tavola, 71×79 cm, collezione privata, Ginevra
- Willem van Nieulandt il Vecchio e il Giovane, Paesaggio (×5), non rintracciata
- Sebastiano del Piombo, Martirio di Sant'Agata, non rintracciata (copia del dipinto di Urbino)
- Raffaello, Visitazione, non rintracciata
- Guido Reni, San Sebastiano, Pinacoteca capitolina, Roma
- Jusepe de Ribera, Maria Maddalena penitente, forse identificabile con quella al Museo nazionale di Capodimonte, Napoli
- Andrea Sacchi, Ritratto del cardinale Francesco Maria del Monte,[62] non rintracciata
- Andrea Sacchi, Trionfo di Galatea, si tratta della copia del dipinto di Raffaello, poi acquistato da Carlo Maratta per la collezione Altieri),[63] collezione bancaria (?), Roma (?)
- Carlo Saraceni, Lazzaro e l'uomo ricco, forse identificabile con quello della pinacoteca capitolina, Roma
- Andrea del Sarto, Madonna,[49] non rintracciata
- Andrea del Sarto, Ritratto,[49] non rintracciata
- Andrea del Sarto, Testa,[49] non rintracciata
- Antonio Tempesta, Virtù del cardinale Francesco Maria del Monte (×12), incisioni, 1608, Rijksmuseum, Amsterdam
- Benvenuto Tisi da Garofalo, Santa Caterina d'Alessandria nella ruota, non rintracciata
- Tiziano, Maddalena penitente, non rintracciata (copia del dipinto di Urbino)
- Tiziano (seguace di), San Girolamo, collezione duca di Devonshire, Chatsworth
- Alessandro Turchi, Giuseppe e la moglie di Putifarre, olio su lavagna, 27×36 cm, collezione privata, Stati Uniti
- Alessandro Turchi, Sant'Agata in prigione visitata da san Pietro, olio su lavagna, 34,2×49,5 cm, Walker Art Gallery, Baltimora
- Leonardo da Vinci, Marta e Maddalena,[49] non rintracciata
- Leonardo da Vinci, Testa (×3),[49] non rintracciata
- Alessandro Varotari, Cristo e l'adultera, non rintracciato
- Marcello Venusti, Crocifissione, non rintracciata

## Albero genealogico degli eredi della collezione
Segue un sommario albero genealogico degli eredi della collezione del cardinale Francesco Maria Bourbon del Monte Santa Maria, dove sono evidenziati in grassetto gli esponenti della famiglia che hanno ereditato, custodito, o che comunque sono risultati influenti nelle dinamiche inerenti alla collezione d'arte. Per semplicità, il cognome Bourbon del Monte Santa Maria viene abbreviato a "B.d.M.".
| |                                                                                     | | | | | | | | |                    |                    |
| |                                                                                     | | | | | | Ranieri B.d.M. (?-?) | | |                    |                    |
| |                                                                                     | | | | | | | | |                    |                    |
| |                                                                                     | | | | | | | | |                    |                    |
| |                                                                                     | | | | Guidobaldo B.d.M. (1545-1607) | Guidobaldo B.d.M. (1545-1607) | Francesco Maria B.d.M. (1549-1626) (cardinale fautore della collezione, che lasciò in eredità al nipote Uguccione con diritto di primogenitura al pronipote Ranieri) | Francesco Maria B.d.M. (1549-1626) (cardinale fautore della collezione, che lasciò in eredità al nipote Uguccione con diritto di primogenitura al pronipote Ranieri)                                 | ... | ...                |                    |
| |                                                                                     | | | | | | | | |                    |                    |
| |                                                                                     | | | | | | | | |                    |                    |
| Francesco Maria B.d.M. (1563-1619) (marchese di Monte Baroccio e Monte Santa Maria) | Francesco Maria B.d.M. (1563-1619) (marchese di Monte Baroccio e Monte Santa Maria) | Alessandro B.d.M. (1571-1628) (vescovo di Gubbio, fu investito dell'eredità della collezione alla morte del fratello Uguccione, pagando gli altri legittimi 20.000 scudi ciascuno; successivamente redige l'inventario del 1627 propedeutico alla vendita all'asta della collezione; alla sua morte trasferì la collezione al fratello Onofrio) | Alessandro B.d.M. (1571-1628) (vescovo di Gubbio, fu investito dell'eredità della collezione alla morte del fratello Uguccione, pagando gli altri legittimi 20.000 scudi ciascuno; successivamente redige l'inventario del 1627 propedeutico alla vendita all'asta della collezione; alla sua morte trasferì la collezione al fratello Onofrio) | Uguccione B.d.M. (?-1626) (marchese di Monte Santa Maria, designato erede da parte del cardinale Francesco Maria, abolì il diritto di primogenitura nei confronti del nipote Ranieri, sancito dallo stesso zio in fase testamentaria nel 1623, e dispose l'eredità collettiva ai familiari della collezione dando avvio alle prime alienazioni) | Uguccione B.d.M. (?-1626) (marchese di Monte Santa Maria, designato erede da parte del cardinale Francesco Maria, abolì il diritto di primogenitura nei confronti del nipote Ranieri, sancito dallo stesso zio in fase testamentaria nel 1623, e dispose l'eredità collettiva ai familiari della collezione dando avvio alle prime alienazioni) | Onofrio B.d.M. (?-1640) (abate, fu investito dell'eredità della collezione alla morte del fratello Uguccione, cui rinunciò alla gestione in cambio di 20.000 scudi dati dal fratello Alessandro, da cui alla sua morte gli succedette completando la vendita all'asta della collezione col definitivo smembramento nel 1628) | Onofrio B.d.M. (?-1640) (abate, fu investito dell'eredità della collezione alla morte del fratello Uguccione, cui rinunciò alla gestione in cambio di 20.000 scudi dati dal fratello Alessandro, da cui alla sua morte gli succedette completando la vendita all'asta della collezione col definitivo smembramento nel 1628) | Giovanni B.d.M. (?-1630) (marchese, fu investito dell'eredità della collezione alla morte del fratello Uguccione, cui rinunciò alla gestione in cambio di 20.000 scudi dati dal fratello Alessandro) | Giovanni B.d.M. (?-1630) (marchese, fu investito dell'eredità della collezione alla morte del fratello Uguccione, cui rinunciò alla gestione in cambio di 20.000 scudi dati dal fratello Alessandro) | ...e altre sorelle | ...e altre sorelle |
| |                                                                                     | | | | | | | | |                    |                    |
| |                                                                                     | | | | | | | | |                    |                    |
| Ranieri B.d.M. (1610-1644) (marchese, fu investito del diritto di primogenitura dal cardinale Francesco Maria nel 1623 col fine di conservare l'integrità della collezione, tuttavia la disposizione venne annullata da Uguccione col suo testamento immediatamente successivo, col quale stabilì l'eredità collettiva ai familiari della collezione) |                                                                                     | | | | | | | | |                    |                    |
| |                                                                                     | | | | | | | | |                    |                    |
| |                                                                                     | | | | | | | | |                    |                    |
| ... |                                                                                     | | | | | | | | |                    |                    |